# Romance FL 56 de Debussy
Pour les articles homonymes, voir Romance (Debussy).
Romance, FL 56, « Voici que le printemps », est une mélodie pour voix et piano de Claude Debussy composée en 1884 sur un poème de Paul Bourget.

## Présentation
Romance, à l'incipit « Voici que le printemps, ce fil léger d'avril », est composé en janvier 1884, sur un texte de Paul Bourget paru dans le recueil Les Aveux (Paris, Lemerre, 1882, livre second, Dilettantisme, p. 71). La mélodie est dédiée à Mme Vasnier, soprano colorature et première muse du compositeur.
Selon Léon Vallas, Debussy a obtenu l'autorisation du poète le 29 octobre 1892 et cédé son œuvre à l'éditeur Paul Dupont le 21 septembre 1893.
Le manuscrit, qui porte la date « janvier 1884 » et le sous-titre « Musique pour éventail », est conservé à la BnF (no 11 du « recueil Vasnier », ancienne collection Henry Prunières).
La première édition de la partition est mentionnée dans le Guide musical le 10 mai 1903. La mélodie paraît comme no II des Trois Mélodies de Claude Debussy, Société nouvelle d'éditions musicales (ancienne maison Paul Dupont), avec une couverture illustrée par Georges Dola, en 1903, avec la date 1880 sous le nom de l'auteur, puis avec un copyright 1907. La mélodie est ensuite éditée comme no 6 des Six Mélodies, chez Hamelle, en 1929, et aux éditions de La Sirène (sans date) puis Max Eschig (1947).

## Analyse
Romance, également connu sous l'intitulé « Voici que le printemps », est en ré majeur, « andantino ».
Pour la musicologue Marie-Claire Beltrando-Patier, la mélodie « évoque une « reverdie » en quatre strophes enchaînées ». Musicalement, « un motif léger, égrené dans l'aigu, figure ce retour du printemps que vient juste alanguir l'allusion au sommeil des fleurs ».
La durée moyenne d'exécution de la pièce est de deux minutes trente environ.
Dans le catalogue des œuvres du compositeur établi par le musicologue François Lesure, Romance porte le numéro FL 56 (52).

## Discographie
- Debussy : mélodies de jeunesse, Donna Brown et Stéphane Lemelin, ATMA Classique, 2001.
- Debussy Songs vol. 1, Christopher Maltman (en) (baryton), Malcolm Martineau (piano), Hyperion Records CDA67357, 2003.
- Claude Debussy : intégrale des mélodies, 4 CD, Liliana Faraon et Magali Léger (sopranos), Marie-Ange Todorovitch (mezzo-soprano), Gilles Ragon (ténor), François Le Roux (baryton), Jean-Louis Haguenauer (piano), Ligia Digital, 2014[4],[5] ;
- Claude Debussy : The complete works, Warner Classics, 2018[6] :
  - Mady Mesplé (soprano) et Dalton Baldwin (piano), CD 20 ;
  - Magali Léger (soprano) et Jean-Louis Haguenauer (piano), CD 21.